# Solomon R. Guggenheim Foundation
La Fondazione Solomon R. Guggenheim è una fondazione senza scopo di lucro fondata nel 1937 dal filantropo statunitense Solomon R. Guggenheim e da artisti come Hilla von Rebay. 
Uno dei principali obiettivi della fondazione è la creazione di musei in giro per il mondo, la maggior parte dei musei creati dalla fondazione è di grande rilevanza architettonica.
Alla fine degli anni '80, Thomas Krens, direttore della Fondazione, ha pensato ad una serie di Guggenheim, ognuno dei quali avrebbe rafforzato l'identità della fondazione.

## Musei
| Immagine | Nome                         | Nazione             | Città     | Progettista           | Anno di apertura              |
| -------- | ---------------------------- | ------------------- | --------- | --------------------- | ----------------------------- |
|          | Solomon R. Guggenheim Museum | Stati Uniti         | New York  | Frank Lloyd Wright    | 1937                          |
|          | Peggy Guggenheim Collection  | Italia              | Venezia   | palazzo già esistente | 1980                          |
|          | Guggenheim Museum Bilbao     | Spagna              | Bilbao    | Frank Gehry           | 1997                          |
|          | Guggenheim Abu Dhabi         | Emirati Arabi Uniti | Abu Dhabi | Frank Gehry           | apertura prevista per il 2026 |

### Musei chiusi
| Immagine | Nome                        | Nazione     | Città     | Progettista           | Anni di apertura |
| -------- | --------------------------- | ----------- | --------- | --------------------- | ---------------- |
|          | Deutsche Guggenheim         | Germania    | Berlino   | palazzo già esistente | 1997-2013        |
|          | Guggenheim Hermitage Museum | Stati Uniti | Las Vegas | palazzo già esistente | 2001-2008        |

### Progetti annullati
| Immagine | Nome                        | Nazione   | Città       | Progettista    | Anno di apertura                                           |
| -------- | --------------------------- | --------- | ----------- | -------------- | ---------------------------------------------------------- |
|          | Guggenheim Museum           | Messico   | Guadalajara | Enrique Norten | apertura prevista per il 2011, progetto annullato nel 2009 |
| ?        | Guggenheim Hermitage Museum | Lituania  | Vilnius     | Zaha Hadid     | apertura prevista per il 2011, progetto annullato nel 2011 |
| ?        | Guggenheim Helsinki         | Finlandia | Helsinki    | TBA            | progetto annullato nel 2016                                |